# Баженов, Александр Васильевич
Александр Васильевич Баженов (1841—1908) — русский государственный и общественный деятель.

## Биография
Принадлежал к старинному дворянскому роду Баженовых, — правнук архитектора В. И. Баженова. Родился в родовом поместье в Арзамасском уезде Нижегородской губернии. В 1860 году с серебряной медалью окончил Нижегородский дворянский институт, в 1865 году — юридический факультет Московского университета.
С 1886 года — судебный следователь участка Сергачского и Лукояновского уездов, затем заседатель Нижегородской палаты гражданского суда, участковый мировой судья Арзамасского судебного округа, председатель съезда мировых судей в Арзамасском уезде. С 1872 года — гласный губернского земского собрания, в 1881—1884 годах — почётный мировой судья; одновременно, в 1881—1893 годах был председателем губернской земской управы. В этот период, в 1885 году в Нижнем Новгороде был учреждён земский естественно-исторический музей, основу которого составили материалы, собранные В. В. Докучаевым. В 1887 году стал членом созданной Нижегородской губернской учёной архивной комиссии; положил начало агрономической организации в губернии: участвовал в организации сельскохозяйственной школы; в 1889 году при земской управе был организован склад для продажи земледельческих орудий и семян.
В 1895 году А. В. Баженов был выбран нижегородским уездным предводителем дворянства; в 1905 году — губернским предводителем дворянства.
Скончался 8 ноября 1908 года[по какому календарю?]. Похоронен в семейной усыпальнице в храме Покрова Пресвятой Богородицы в селе Кардавиль.